# Bahnstrecke Merklín–Dalovice
| Kursbuchstrecke (SŽ): | 141                  |                                     |                                     |
| Streckenlänge: | 10,635 km            |                                     |                                     |
| Spurweite: | 1435 mm (Normalspur) |                                     |                                     |
| Streckenklasse: | C2                   |                                     |                                     |
| Streckengeschwindigkeit: | 50 km/h              |                                     |                                     |
| |                      |                                     |                                     |
| \| \| 0,000 \| Merklín früher Merkelsgrün \| 515 m \| \| \| 1,70 \| Hroznětín zastávka \| 465 m \| \| \| \| früher Lichtenstadt Maschinenfabrik \| \| \| \| 2,615 \| Hroznětín früher Lichtenstadt \| 450 m \| \| \| 4,698 \| Velký Rybník früher Großenteich \| 470 m \| \| \| 7,00 \| Sadov-Podlesí früher Halmgrün \| 445 m \| \| \| 8,118 \| Sadov früher Sodau \| 425 m \| \| \| \| von Chomutov \| \| \| \| 10,635 \| Dalovice früher Dallwitz \| 410 m \| \| \| \| nach Cheb \| \| |                      |                                     |                                     |
| Kopfbahnhof Streckenanfang | 0,000                | Merklín früher Merkelsgrün          | 515 m                               |
| Haltepunkt / Haltestelle | 1,70                 | Hroznětín zastávka                  | 465 m                               |
| Strecke |                      | früher Lichtenstadt Maschinenfabrik | früher Lichtenstadt Maschinenfabrik |
| Bahnhof | 2,615                | Hroznětín früher Lichtenstadt       | 450 m                               |
| Haltepunkt / Haltestelle | 4,698                | Velký Rybník früher Großenteich     | 470 m                               |
| Haltepunkt / Haltestelle | 7,00                 | Sadov-Podlesí früher Halmgrün       | 445 m                               |
| Haltepunkt / Haltestelle | 8,118                | Sadov früher Sodau                  | 425 m                               |
| Abzweig geradeaus und von links |                      | von Chomutov                        | von Chomutov                        |
| Bahnhof | 10,635               | Dalovice früher Dallwitz            | 410 m                               |
| Strecke |                      | nach Cheb                           | nach Cheb                           |

Die Bahnstrecke Merklín–Dalovice ist eine regionale Eisenbahnverbindung in Tschechien, die ursprünglich als staatlich garantierte Lokalbahn Karlsbad–(Dallwitz)–Merkelsgrün erbaut und betrieben wurde. Sie verläuft von Merklín u Karlových Var (Merkelsgrün) im böhmischen Teil des Erzgebirges nach Dalovice (Dallwitz), wo die Strecke in die Hauptbahn Chomutov–Cheb einmündet. 
Nach einem Erlass der tschechischen Regierung ist die Strecke seit dem 20. Dezember 1995 als regionale Bahn („regionální dráha“) klassifiziert.

## Geschichte
Die Konzession „zum Baue und Betriebe einer als normalspurige Localbahn auszuführenden Locomotiveisenbahn von der im Zuge der Linie Komotau–Eger der ausschließlich priv. Buschtěhrader Eisenbahn im Gebiete der Gemeinde Dallwitz nächst Karlsbad zu errichtenden Anschlußstation über Lichtenstadt nach Merkelsgrün nebst den zugehörigen Schleppbahnen zur Eleonorenzeche und zum Neuschachte“ erhielten die Karlsbader Kaolin-Industrie-Gesellschaft und die Frisch Glück Böhmische Gewerkschaft am 7. August 1901. Teil der Konzession war die Verpflichtung, den Bau der Strecke sofort zu beginnen und binnen ein und einem halben Jahre fertigzustellen. Die Konzessionsdauer war auf 90 Jahre festgesetzt.
Eröffnet wurde die Strecke am 1. Oktober 1902. Den Betrieb führten die k.k. Staatsbahnen (kkStB) für Rechnung der Eigentümer aus. 
Das Aktienkapital der 1906 gegründeten Aktiengesellschaft Lokalbahn Karlsbad–(Dallwitz)–Merkelsgrün betrug insgesamt 618.600 Kronen in 3.093 Stammaktien zu je 200 Kronen. Der Sitz der Gesellschaft war in Prag.
Im Jahr 1912 wies der Fahrplan der Lokalbahn drei gemischte Zugpaare 2. und 3. Klasse aus. Sie benötigten für die 11 Kilometer lange Strecke bergwärts 53–54 Minuten. In Dallwitz bestand Anschluss an die Züge der Buschtěhrader Eisenbahn von und nach Karlsbad.
Nach dem Zerfall Österreich-Ungarns im Oktober 1918 ging die Betriebsführung an die neu gegründeten Tschechoslowakischen Staatsbahnen (ČSD) über. Mit der Verstaatlichung der Lokalbahngesellschaft gehörte ab 1. Jänner 1925 auch die Infrastruktur zum Netz der ČSD.

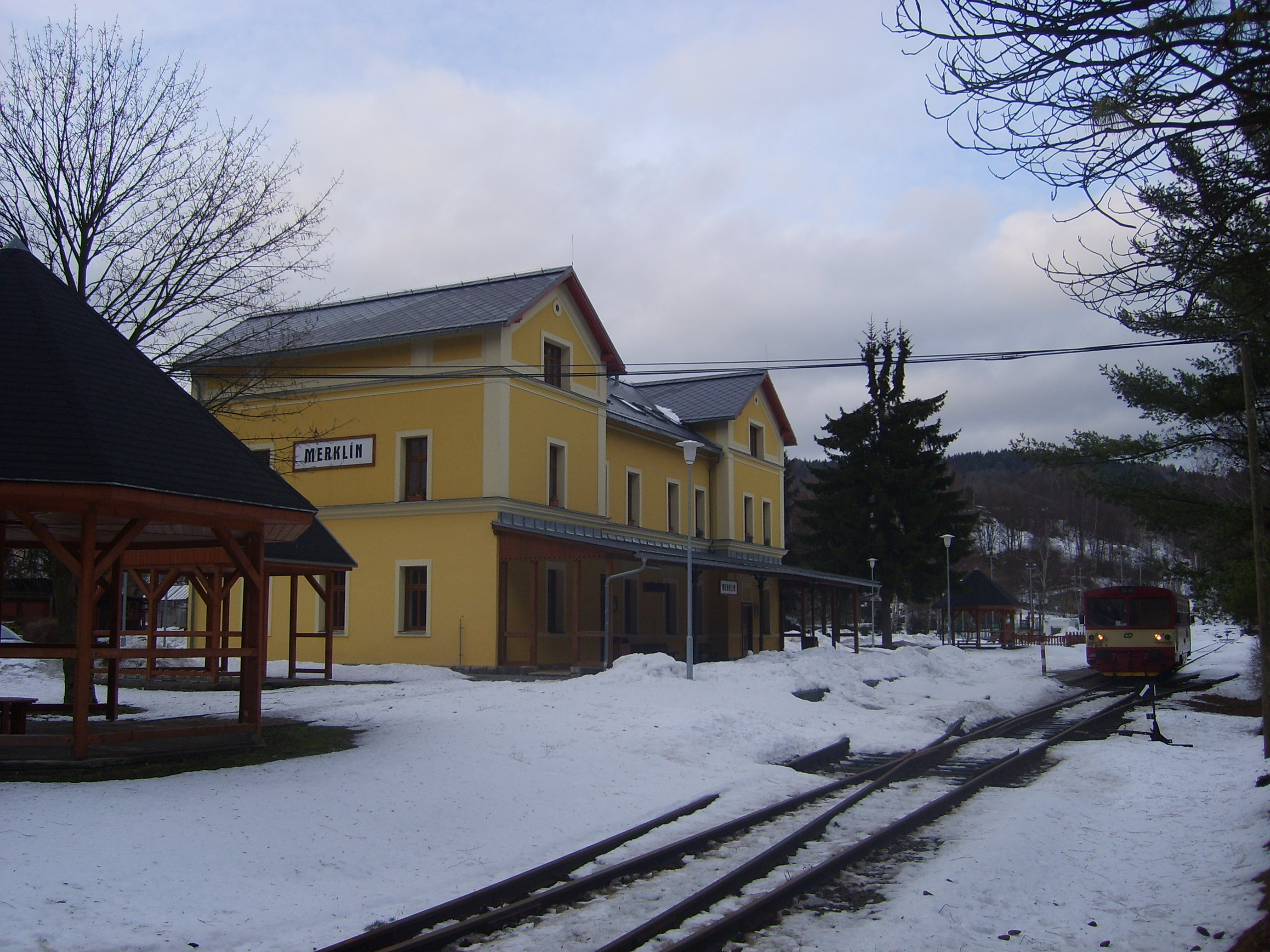
Triebwagen der ČD-Baureihe 810 im Bahnhof Merklín (2011)

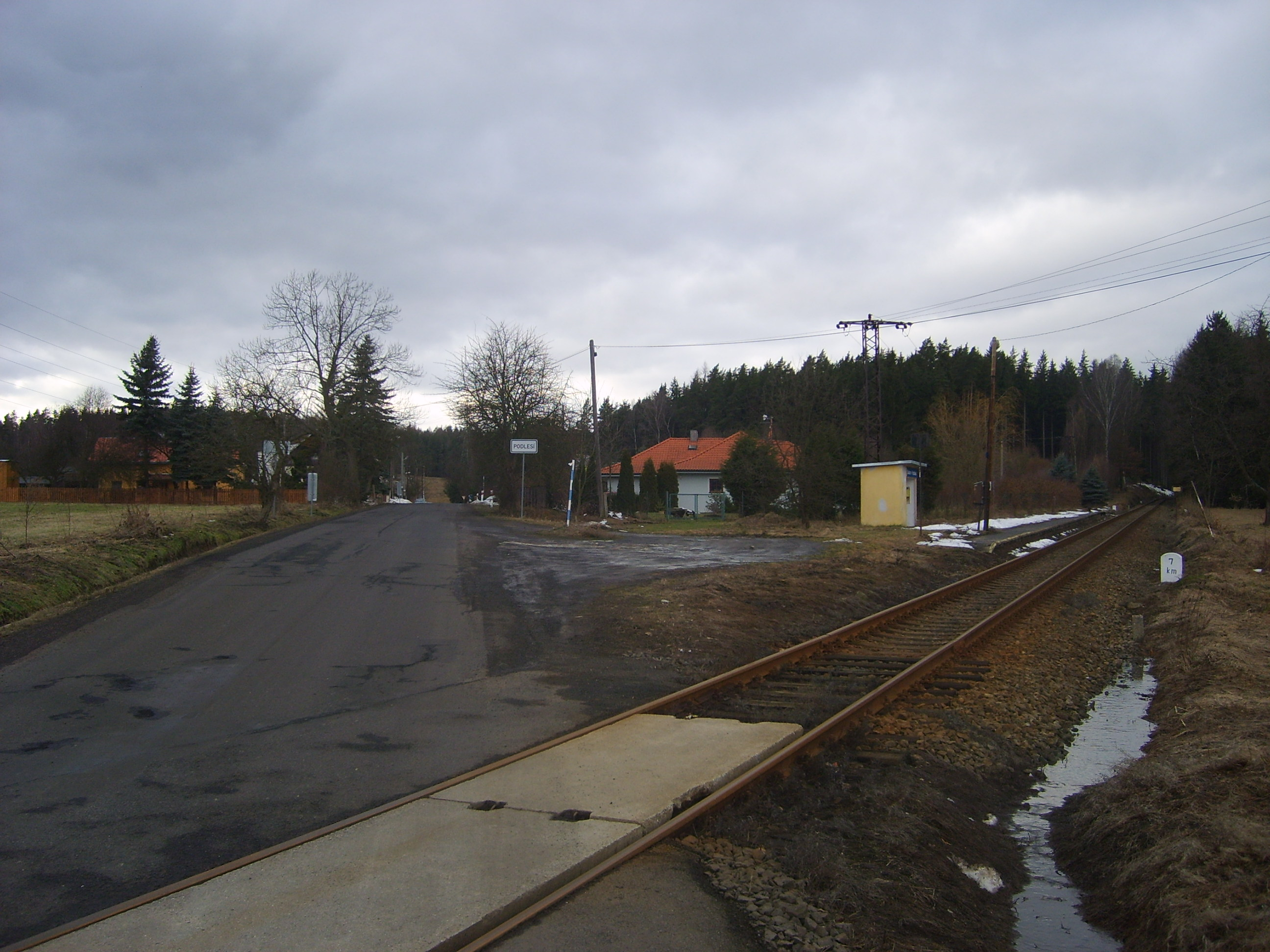
Haltestelle Sadov-Podlesí (2011)

Der Einsatz moderner Motorzüge ermöglichte Anfang der 1930er Jahre sowohl eine Verdichtung des Fahrplanes als auch eine signifikante Fahrzeitverkürzung auf nur noch 26–27 Minuten bergwärts. Alle Reisezüge waren nun von und nach Karlsbad oberer Bahnhof durchgebunden. Der Winterfahrplan von 1937/38 verzeichnete acht Personenzugpaare 3. Klasse, die sämtlich als Motorzug verkehrten.
Nach der Angliederung des Sudetenlandes an Deutschland im Herbst 1938 kam die Strecke zur Deutschen Reichsbahn, Reichsbahndirektion Dresden. Im Reichskursbuch war die Verbindung nun als KBS 166f Karlsbad–Merkelsgrün enthalten. Nach Kriegsende kam die Strecke wieder zur ČSD. 
Am 1. Januar 1993 ging die Strecke im Zuge der Auflösung der Tschechoslowakei an die neu gegründeten České dráhy (ČD) über. Seit 2003 gehört sie zum Netz des staatlichen Infrastrukturbetreibers Správa železniční dopravní cesty (SŽDC).
Heute verkehren täglich vier Reisezugpaare, die bis Karlovy Vary oder Karlovy Vary dolní nádraží durchgebunden werden. Eingesetzt werden ausschließlich die Triebwagen der Baureihe 810.